# L'Apologie d'un mathématicien
L'Apologie d'un mathématicien (A Mathematician's Apology en anglais) est un essai sur les mathématiques, paru en 1940, écrit par le mathématicien anglais G. H. Hardy. L'auteur y expose son point de vue sur l'aspect esthétique des mathématiques, et tente de donner au grand public un aperçu de l'esprit d'un mathématicien. 

## Résumé

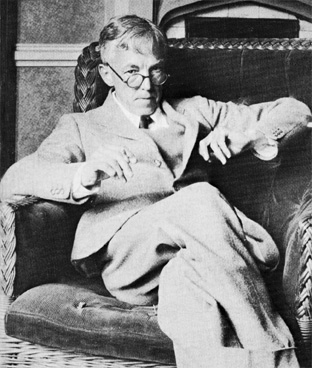
G. H. Hardy, l'auteur, expose dans ce livre un ensemble de critères pour définir la beauté mathématique.

Hardy ressentait le besoin de justifier les travaux d'une vie consacrée aux mathématiques pour deux raisons, principalement. 
D'une part, à 62 ans il se sentait vieillir et craignait le déclin de ses facultés (il avait survécu à une attaque cardiaque en 1939). Cet essai était donc sa façon d'admettre que sa carrière était finie, son travail créatif probablement terminé. Dans sa préface à l'édition de 1967, C. P. Snow décrit L'Apologie comme "l'élégie de sa puissance créatrice, de ce qu'elle fut et ne sera jamais plus." Hardy lui-même écrivait, désenchanté, que "C'est une expérience mélancolique pour un mathématicien professionnel que d'en être réduit à écrire sur les mathématiques. La fonction d'un mathématicien est de faire quelque chose, de prouver de nouveaux théorèmes, d'ajouter à la somme des connaissances en mathématiques, et non de parler de ce qu'il (ou d'autres mathématiciens) a pu faire. [...] L'exposition, les critiques, les jugements, ne sont que le travail d'esprits de seconde zone."
D'autre part, à l'aube de la Seconde Guerre mondiale, Hardy, pacifiste convaincu, voulait justifier sa conviction que les mathématiques devraient être enrichies pour leur propre mérite et non en tant que seul outil pour des domaines plus appliqués. Il voulait écrire un livre dans lequel serait exposée sa philosophie des mathématiques pour les générations à venir, sa défense des mathématiques pures et non pas nécessairement appliquées. Hardy était athée, et justifiait sa philosophie au nom des hommes et non devant Dieu. 
L'un des thèmes principaux de cet essai est la beauté que les mathématiques possèdent, que Hardy compare à la peinture et à la poésie. Pour lui les plus belles mathématiques étaient celles qui ne trouvaient pas d'applications, et particulièrement la théorie des nombres qui était son domaine de prédilection. Hardy soutenait que si les connaissances utiles étaient définies comme celles qui sont susceptibles à court terme d'améliorer le confort humain, sans égard pour la satisfaction intellectuelle qu'elles apportent, alors l'essentiel des mathématiques supérieures est inutile. Il considérait cette "inutilité" comme participant à la beauté des mathématiques, notamment parce qu'elles ne peuvent alors être détournées pour un usage néfaste. Par opposition, Hardy méprisait une bonne partie des mathématiques appliquées, les trouvant "triviales", "laides" ou "sans éclat" par rapport aux "vraies" mathématiques que sont les mathématiques pures. 
Un autre thème récurrent est l'idée que les mathématiques sont « un jeu pour les jeunes », et donc que les personnes qui présentent un certain talent pour les mathématiques devraient développer et utiliser ce talent pendant qu'elles sont encore jeunes, avant que leur capacité créatrice ne commence à s'amenuiser à l'âge mûr. Cette conviction traduit le propre constat de Hardy sur son déclin, et reflète sa déprime devant la perte de ses facultés. Pour Hardy, les vraies mathématiques sont essentiellement une activité créatrice, plutôt qu'explicative.

## Critiques
Les idées de Hardy étaient fortement influencées par la culture académique des universités de Cambridge et Oxford pendant l'entre-deux-guerres. 
Certains des exemples de Hardy s'avèrent malheureux a posteriori. Il écrit par exemple que « nul n'a encore découvert d'application militaire à la théorie des nombres ou à la relativité, et il semble improbable que quiconque en découvre avant bien des années. » C'est pourtant à peine quelques années plus tard que la théorie des nombres est mise à contribution pour casser le code d'Enigma, et les décennies suivantes voient cette théorie devenir un élément fondateur de la cryptographie et de la cryptanalyse. La relativité générale est également utilisée dans le fonctionnement du GPS. Néanmoins, bien d'autres exemples de découvertes mathématiques que Hardy qualifiait d'élégantes restent sans applications. Il cite également le théorème des deux carrés de Fermat comme exemple d'un beau théorème dont la preuve est inaccessible à quiconque n'a pas étudié les mathématiques, alors qu'une preuve visuelle simple de ce théorème a été trouvée dans la seconde moitié du XXe siècle.

## Éditions
- G. H. Hardy, A Mathematician's Apology, Cambridge, Cambridge University Press, 2004 (1re éd. 1940), 153 p. (ISBN 978-0-521-42706-7, lire en ligne)
- Godfrey Harold Hardy (trad. de l'anglais par Dominique Jullien et Serge Yoccoz), Hardy, 1877-1947 : l'apologie d'un mathématicien, Belin, 1985 (ISBN 2-7011-0530-7)
- Godfrey Harold Hardy (trad. de l'anglais par Alexandre Moreau), « L'apologie d'un mathématicien », dans Mathématiques et Mathématiciens [« A Mathematician's Apology »], Nitens, 2018 (1re éd. 1940) (ISBN 9782901122005)